# Groupe de NGC 499
Le groupe de NGC 499 comprend au moins six galaxies situées dans les constellations des Poissons et du Triangle. La distance moyenne entre ce groupe et la Voie lactée est d'environ 58,5 Mpc (∼191 millions d'al).

## Membres
Le tableau ci-dessous liste les 6 galaxies du groupe dans l'ordre indiquées dans l'article de A.M. Garcia paru en 1993.
| Nom      | Constellation | Classification                 | Type           | α (J2000.0)   | δ (J2000.0) | Vitesse radiale (km/s) | Magnitude apparente      | Distance (Mpc) | Dimensions (kal) |
| -------- | ------------- | ------------------------------ | -------------- | ------------- | ----------- | ---------------------- | ------------------------ | -------------- | ---------------- |
| NGC 495  | Poissons      | (R')SB0/a(s) pec? (0? erreur?) | Spirale barrée | 01h 22m 56.0s | 33° 28′ 18″ | 4114 ± 10              | 12,9                     | 56,5 ± 4,0     | 88               |
| NGC 499  | Poissons      | S0^-                           | Lenticulaire   | 01h 23m 11.5s | 33° 27′ 38″ | 4399 ± 10              | 12,1                     | 60,7 ± 4,3     | 109              |
| NGC 517  | Poissons      | S0                             | Lenticulaire   | 01h 24m 43.8s | 33° 25′ 46″ | 4204 ± 18              | 12,5                     | 57,9 ± 4,1     | 118              |
| NGC 504  | Poissons      | S0                             | Lenticulaire   | 01h 23m 27.9s | 33° 12′ 16″ | 4226 ± 24              | 13,0                     | 57,0 ± 4,0     | 111              |
| NGC 582  | Triangle      | SB?                            | Spirale barrée | 01h 31m 58.0s | 33° 28′ 36″ | 4352 ± 4               | 13,2                     | 60,0 ± 4,2     | 131              |
| PGC 5026 | Poissons      | E3                             | Elliptique     | 01h 22m 51.8s | 33° 31′ 02″ | 4290 ± 20              | 12,879 ± 0,080 (Near-IR) | 59,1 ± 4,2     | 29               |

Le site DeepskyLog permet de trouver aisément les constellations des galaxies mentionnées dans ce tableau ou si elles ne s'y trouvent pas, l'outil du site constellation permet de le faire à l'aide des coordonnées de la galaxie. Sauf indication contraire, les données proviennent du site NASA/IPAC.